# Попчево
Попчево (на македонска литературна норма: Попчево) е село в община Струмица на Северна Македония.

## География
Попчево е разположено в падината на Беласица, в близост до езерото Водоча и отстои на 9 километра от Струмица.

## История
През XIX век Попчево е чисто българско село в Струмишка каза на Османската империя. През 60-те години в селото е разкрито новобългарско училище. За известно време в него учителства изтъкнатия просветител Арсени Костенцев. В „Етнография на вилаетите Адрианопол, Монастир и Салоника“, издадена в Константинопол в 1878 година и отразяваща статистиката на населението от 1873 година, Попчево (Poptchevo) е посочено като село с 60 домакинства, като жителите му са 295 българи. Според статистиката на Васил Кънчов („Македония. Етнография и статистика“) от 1900 година селото е населявано от 217 жители, всички християни.
В началото на XX век цялото село е под върховенството на Българската екзархия. По данни на секретаря на екзархията Димитър Мишев през 1905 година в Папчево има 240 българи екзархисти и функционира българско училище.
В 1901 година в селото става учител Васил Драгомиров, който преподава две учебни години до 1903 и пише:
| „ | Село Попчево, може би, бе най-малкото в Струмишка околия. То се състоеше от 36 къщи по 18 в две махали, разделени от два дола и по една чешма. Махалите една друга не можеха да се виждат изцяло. В едната махала бяха черквата и училището, а в другата хамбара и кулата на бега... Населението е чисто българско и патриотично, винаги са имали учители, но до мене килийни. | “ |

След закриването му след Младотурската революция от 1908 година, в края на 1909 година Христо Чернопеев, Михаил Думбалаков, Костадин Самарджиев – Джемото и Кочо Хаджиманов възобновяват селския революционен комитет.
При избухването на Балканската война в 1912 година трима души от селото са доброволци в Македоно-одринското опълчение. Селото е освободено от османска власт през Балканската война в 1912 година от четите на Думбалаков и Хаджиманов. С Букурещкия договор от 10 август 1913 година селото става част от Царство България. По Ньойския договор от 1919 година е предадено с цяло Струмишко на Кралството на сърби, хървати и словенци.
В 1941 година е анексирано от Царство България. По време на българското управление Петър Ив. Попов от Кочериново е кмет на Попчево от 18 август 1941 година до 15 юли 1943 година. След това кметове са Димитър П. Бянов от Силистра (28 юли 1943 - 17 февруари 1944) и Никола Еф. Попов от Разловци (4 март 1944 - 9 септември 1944).
В селото има паметник на Христоман Василев (Попчевски), обесен в Струмица за участие в атентат на железопътната линия Скопие – Солун.
Според преброяването от 2002 година селото има 343 жители.
Според данните от преброяването през 2021 г. Попчево има 221 жители.
| Националност     | Всичко |
| северномакедонци | 203    |
| албанци          | 0      |
| турци            | 0      |
| роми             | 0      |
| власи            | 0      |
| сърби            | 0      |
| бошняци          | 0      |
| други            | 18     |

В София, в Гевгелийския квартал, основан от българи бежанци от Гевгели и Гевгелийско, една от улиците носи името на село Попчево.

## Личности
Родени в Попчево
- Алекса Иляшов, български революционер, ръководител на местния комитет на ВМОРО[13]
- Илия Бачев (около 1878 – след 1942), български революционер от ВМОРО
- Наке Георгиев (около 1889 – ?), македоно-одрински опълченец, чета на Иван Бърльов[14]
- Наки Г. Илиев (около 1886 – ?), македоно-одрински опълченец, 3-та рота на 13-а кукушка дружина[15]
- Тимо Иляшев (около 1878 – след 1942), български революционер, деец на ВМОРО и ВМРО
- Туше (Тушо) Лазаров (около 1892 – 1913), македоно-одрински опълченец, 4-та рота на 3-та солунска дружина, убит на 17 юни 1913 година при кратовското село Емирица[16]
- Христоман Попчевски (1870 – 1904), български революционер от ВМОРО

Починали в Попчево
- Ана Поцкова (1926 – 1944), югославска партизанка, Струмишки партизански отряд[17]
- Назим А. Нуманов (1919 – 1944), югославски партизанин, Струмишки партизански отряд[17]
- Паско А. Василев (1896 – 1944), югославски партизанин, Струмишки партизански отряд[17]
- Стоян Лулчов Пашов, български военен деец, младши подофицер, загинал през Първата световна война[18]
- Тальа Бикова (1927 – 1944), югославски партизанин, Струмишки партизански отряд[19]

## Други
На Попчево е наречена улица в Гевгелийския квартал в София (Карта).